# Courtney B. Vance

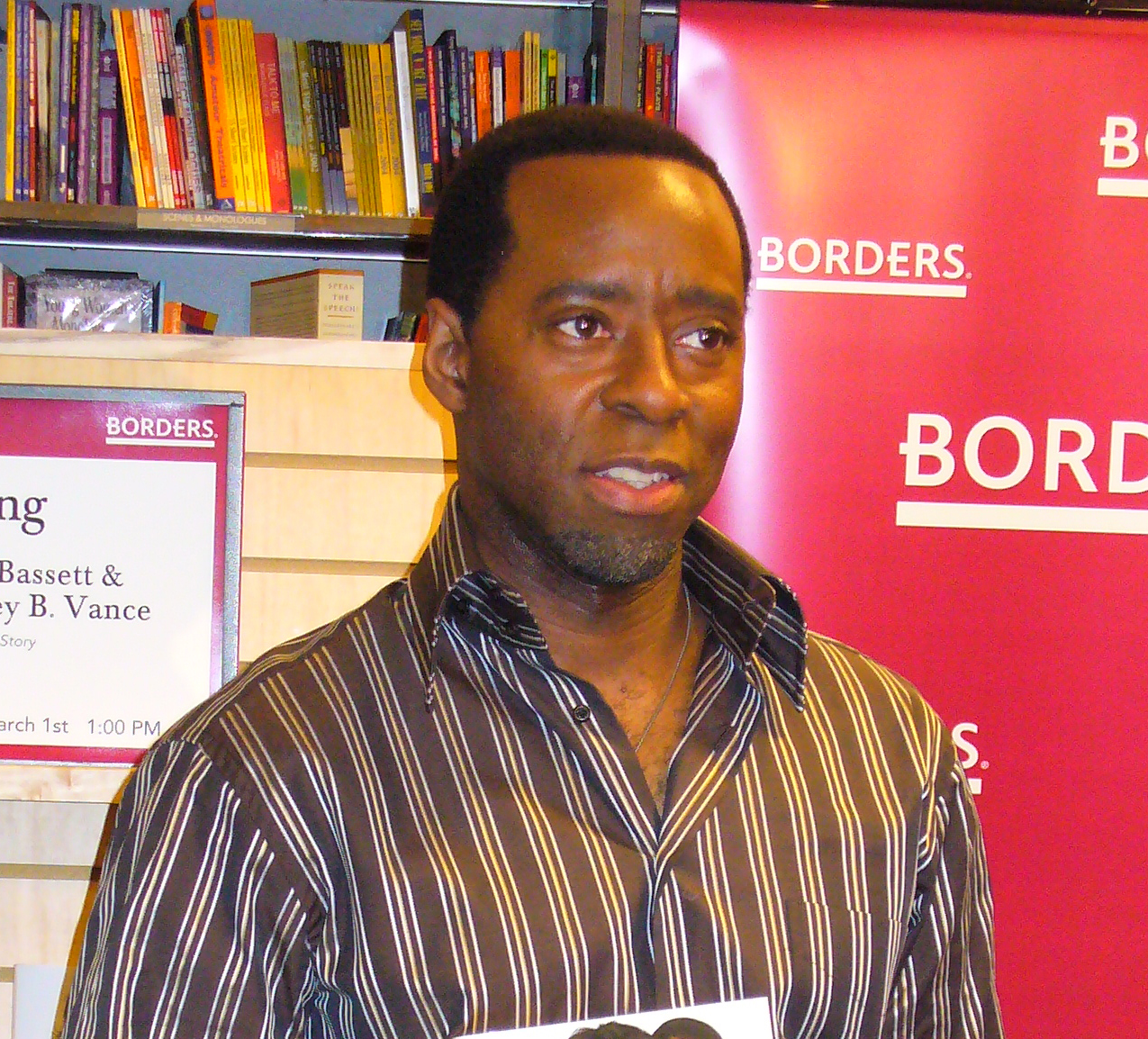
Courtney Vance (2007)

Courtney Bernard Vance (* 12. März 1960 in Detroit, Michigan) ist ein US-amerikanischer Schauspieler.

## Leben

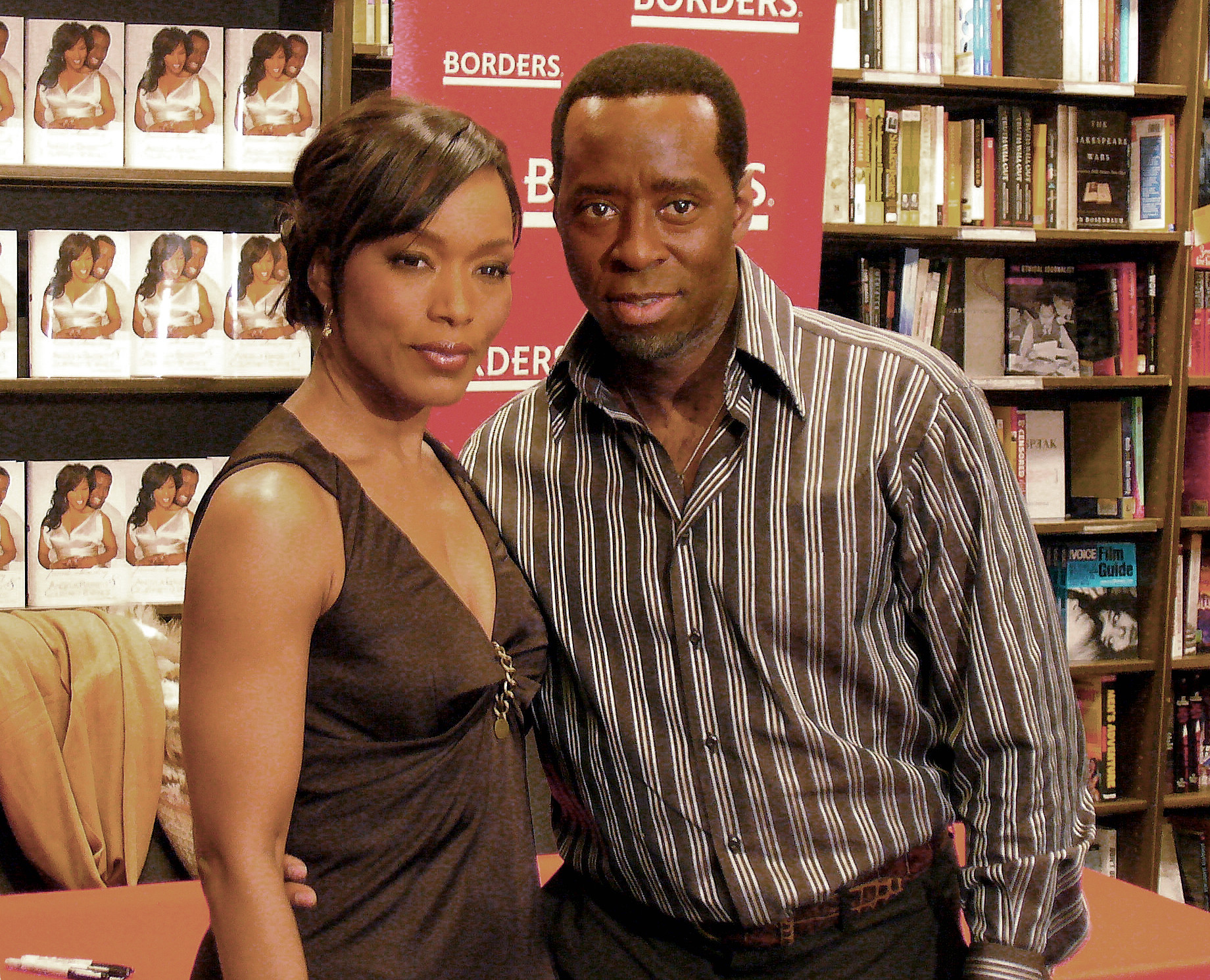
Courtney B. Vance mit seiner Ehefrau Angela Bassett

Er machte seinen Bachelor of Arts an der Harvard University und seinen Master of fine Arts an der Yale School of Drama. Während er in Harvard studierte, arbeitete er schon bei der Boston Shakespeare Company. Durch die Arbeit dort gelang es ihm, zweimal für den Tony Award nominiert zu werden (beide Male in Stücken, die selbst einen Tony Award gewannen). Für seine Rolle in August Wilsons Stück Fences, das auch einen Pulitzer-Preis gewann, erhielt er die erste Nominierung und seine zweite für die Hauptrolle in John Guares Six Degrees of Separation.
Seine Filmrollen haben ihm viel Lob und Ehre eingebracht. Vance hatte seine ersten Filmrollen in Hamburger Hill und Jagd auf Roter Oktober. Beachtenswerte Rollen hatte er in den Filmen Cookie’s Fortune – Aufruhr in Holly Springs von Robert Altman, in Rendezvous mit einem Engel (an der Seite von Denzel Washington und Whitney Houston) und in Clint Eastwoods Space Cowboys.
Seine Fernsehrollen beinhalten Filme wie Blind Faith (dafür erhielt Vance eine Nominierung als bester Schauspieler für den Independent Spirit Award), 12 Angry Men (an der Seite von Jack Lemmon, George C. Scott und Ossie Davis) und The Tuskegee Airmen (mit Laurence Fishburne). Gastauftritte hatte er unter anderem in der Fernsehserie Boston Public. Von 2001 bis 2006 spielte er eine Hauptrolle in der Fernsehserie Criminal Intent – Verbrechen im Visier. Für seine Serienrolle als Johnnie Cochran in der ersten Staffel von American Crime Story gewann er 2016 den Emmy als bester Hauptdarsteller in einer Miniserie oder einem Fernsehfilm.
Seit 1997 ist er mit der Schauspielerin Angela Bassett verheiratet. Das Paar bekam 2006 Zwillinge.

## Filmografie (Auswahl)
- 1987: Hamburger Hill
- 1990: Jagd auf Roter Oktober (The Hunt for Red October)
- 1990, 1995: Law & Order (Fernsehserie, 2 Folgen, verschiedene Rollen)
- 1992: Made of Steel – Hart wie Stahl (Beyond the Law)
- 1993: Die Abenteuer von Huck Finn (The Adventures of Huck Finn)
- 1992: Bandenkrieg (In the Line of Duty: Street War)
- 1994: Holy Days (Holy Matrimony)
- 1995: Picket Fences – Tatort Gartenzaun (Picket Fences, Fernsehserie, 2 Folgen)
- 1995: Dangerous Minds – Wilde Gedanken (Dangerous Minds)
- 1995: Last Supper – Die Henkersmahlzeit (The Last Supper)
- 1995: Die Ehre zu fliegen (The Tuskegee Airmen)
- 1995: Panther
- 1996: Rendezvous mit einem Engel (The Preacher’s Wife)
- 1997: Die 12 Geschworenen (12 Angry Men, Fernsehfilm)
- 1997: Im Auftrag des Teufels (The Devil’s Advocate)
- 1998: Ambushed – Dunkle Rituale (Ambushed)
- 1998: NY – Streets of Death (Naked City: A Killer Christmas)
- 1998: Naked City – Justice with a Bullet (Naked City: Justice with a Bullet)
- 1999: Cookie’s Fortune – Aufruhr in Holly Springs (Cookie’s Fortune)
- 2000: Boston Public (Fernsehserie, 2 Folgen)
- 2000: Space Cowboys
- 2001–2006: Criminal Intent – Verbrechen im Visier (Law & Order: Criminal Intent, Fernsehserie, 111 Folgen)
- 2002: D-Tox – Im Auge der Angst (D-Tox)
- 2002: Whitewash: The Clarence Bradley Story
- 2008: Nichts als die Wahrheit (Nothing But the Truth)
- 2008–2009: Emergency Room – Die Notaufnahme (ER, Fernsehserie, 8 Folgen)
- 2009–2010: FlashForward (Fernsehserie, 22 Folgen)
- 2010: Ausnahmesituation (Extraordinary Measures)
- 2010–2011: The Closer (Fernsehserie, 4 Folgen)
- 2011: The Divide – Die Hölle sind die anderen (The Divide)
- 2011: Final Destination 5
- 2012: Joyful Noise
- 2012: Revenge (Fernsehserie, 4 Folgen)
- 2012: Let It Shine – Zeig, was Du kannst! (Let It Shine, Fernsehfilm)
- 2013: Graceland (Fernsehserie, Folge 1x01)
- 2014: Masters of Sex (Fernsehserie, 3 Folgen)
- 2014–2015: State of Affairs (Fernsehserie, 8 Folgen)
- 2015: Scandal (Fernsehserie, Folge 4x14)
- 2015: Terminator: Genisys
- 2016: American Crime Story (Fernsehserie, 10 Folgen)
- 2016: Office Christmas Party
- 2017: Die Mumie (The Mummy)
- 2018: Isle of Dogs – Ataris Reise (Isle of Dogs, Stimme)
- 2018: Ben is Back
- 2020: The Photograph
- 2020: Uncorked
- 2020: Project Power
- 2020: Lovecraft Country (Fernsehserie, 3 Folgen)
- 2021: Genius (Fernsehserie, 8 Folgen)
- 2022–2023: 61st Street (Fernsehserie, 16 Folgen)
- 2023: Heist 88
- 2024: Grotesquerie (Fernsehserie, 9 Folgen)
- 2025: Lilo & Stitch

## Auszeichnungen
- 1987: Clarence Derwent Award für Fences